# Camauro

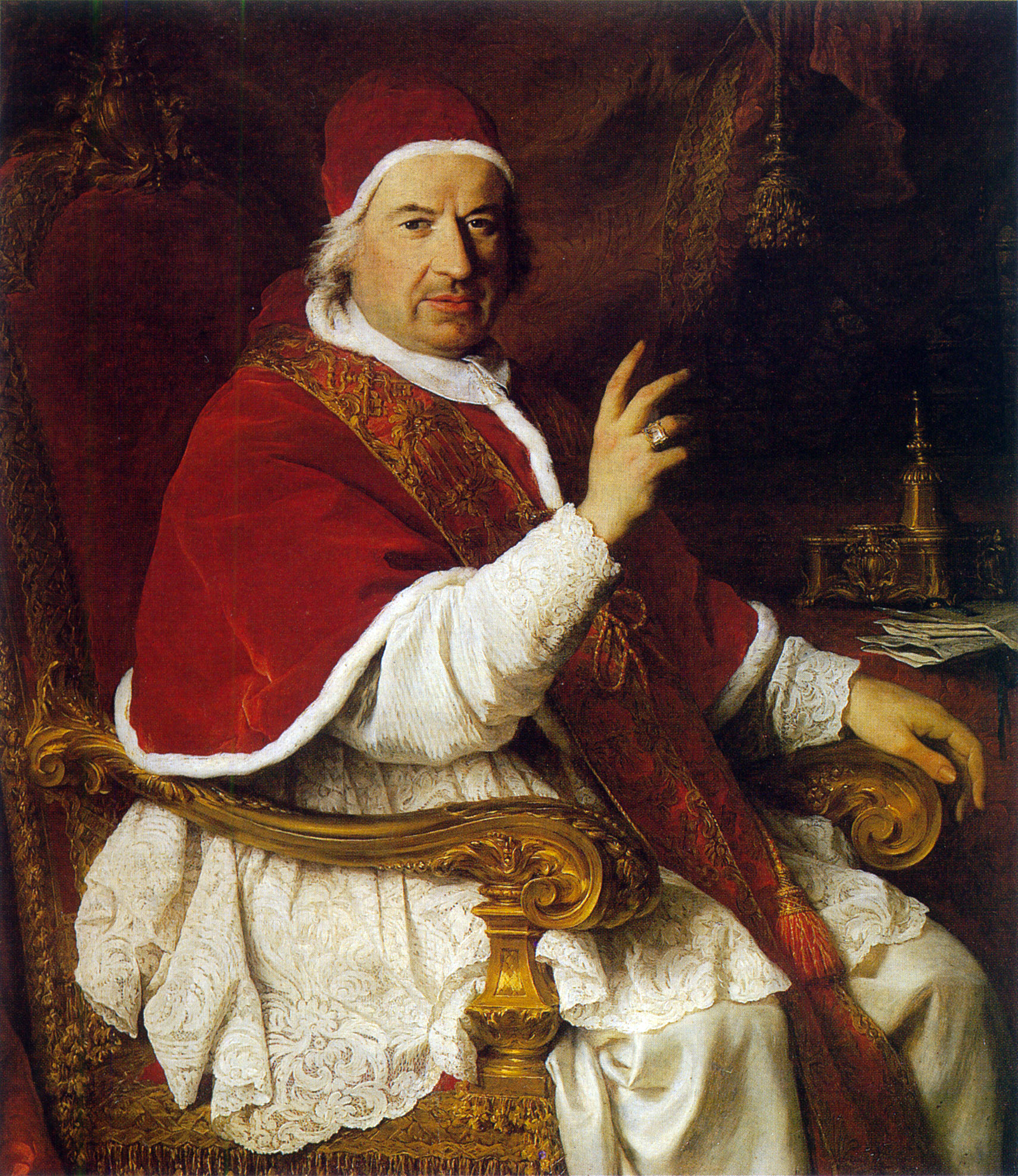
Papa Bento XIV usando um camauro

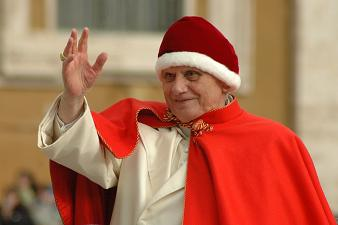
Papa Bento XVI usando um camauro

O camauro (do latim camelaucum, do grego kamelauchion, significa "chapéu de pele de camelo") é uma espécie de gorro usado tradicionalmente pelo Papa, no período do inverno. Os camauros são vermelhos com bordas brancas de arminho. Bastante utilizado durante a Idade Média, caiu em desuso nos tempos modernos, sendo reintroduzido pelo Papa Bento XVI em 2005. Antes de Bento XVI, o último papa a aparecer em público com o camauro foi o Papa João XXIII.